# Mina Crandon
Margery, bürgerlich Mina Crandon (* 1888 in Ontario als Mina Stinson; † 1941 in Boston) galt als eine kanadisch-amerikanische Geisterbeschwörerin.

## Bostoner Medium
Crandon war in zweiter Ehe mit dem angesehenen Bostoner Chirurgen Dr. LeRoy Goddard Crandon verheiratet, der dem in den 20er Jahren boomenden Spiritismus anhing. Beim gemeinsamen Besuch einer Geisterbeschwörerin weissagte diese den Crandons, Mina habe ebenfalls die Gabe, Geister von Toten anzulocken. Bei Dunkelsitzungen gelang es angeblich dem Geist von Minas verstorbenem Bruder Walter, einen kleinen Tisch zum Tanzen zu bringen. Mina wurde Prof. Richet vorgestellt, der bereits das Medium Eva C. entdeckt hatte, welches Stoffe aus der Geisterwelt, so genanntes Ektoplasma, produzieren können sollte. Mina, die sich nun während ihrer Tätigkeit als Medium Margery nannte, wollte Walters Geist in sich inkarniert haben und soll dessen Stimme sogar dann zum Sprechen gebracht haben, wenn man ihr zu Kontrollzwecken den Mund zuhielt. Margerys Fähigkeiten beeindruckten insbesondere den seinerzeit prominentesten Vertreter der Spiritismusbewegung Sir Arthur Conan Doyle.

## Untersuchung des Scientific American
Die Wissenschaftszeitschrift Scientific American hatte einen Geldpreis von 2.500 US-$ für denjenigen ausgelobt, der unter Testbedingungen ein Komitee von Wissenschaftlern und Journalisten von der Echtheit seiner übernatürlichen Fähigkeiten überzeugen könne. Mitglied des Komitees war auch der seinerzeit bekannteste Zauberkünstler und Spiritismuskritiker Harry Houdini, dessen Freundschaft zu Doyle wegen seiner kritischen Haltung ins Gegenteil umgeschlagen war. Die wohlhabenden Crandons waren an dem Geldpreis nicht interessiert, empfingen jedoch 1924 das Komitee in Boston. Den als zu kritisch empfundenen Houdini hatte der Margery verehrende Journalist J. Malcolm Bird nicht von den zahlreichen Séancen informiert, bei denen Margery Berührungen angeblich aus dem Geisterreich und Ektoplasma realisierte sowie Gegenstände zum Schweben brachte. Bird schrieb daraufhin einen Artikel, dem zu entnehmen war, dass das Komitee den Preis an Margery vergeben werde. Als Houdini hiervon erfuhr, ließ er eigenmächtig die Druckerpressen anhalten und bestand auf Teilnahme an einer Dunkelsitzung mit Margery.

## Kontroverse mit Houdini
Houdini setzte durch, dass Bird nicht mehr anwesend sein durfte, da er  vermutete, dieser sei in die  36-Jährige verliebt und daher befangen. Während die meisten Mitglieder von den in der Dunkelsitzung gebotenen Geisterphänomenen wie einem schwebenden Tisch und einem nach Anweisung schwebenden Megaphon überzeugt waren, beklagte Houdini insgeheim zahlreiche Täuschungsmöglichkeiten. Er überraschte Margery bei der nächsten Sitzung mit einer eigens gebauten Kiste, aus der nur ihr Kopf herausragen konnte, was Manipulationen im Dunkeln ausschließen sollte. Margery nahm die Herausforderung unter Protest an, verkündete jedoch in Trance mit Walters tiefer Stimme, Houdini habe ihr eine Falle gestellt, da in der Kiste ein zusammenklappbarer Zollstock verborgen sei, mit dem sie kompromittiert werden solle. Mit diesem hätte sie in einer Dunkelsitzung Gegenstände auf einem entfernten Tisch bewegen können. Tatsächlich wurde in der Kiste ein Zollstock gefunden, mit dem sie während der Dunkelsitzung durch die Kopföffnung Gegenstände hätte bewegen können. 
Die Streitfrage lautete nun, ob Houdini das Lineal hatte verstecken lassen, um Margery zu diskreditieren, oder ob Margery eine entsprechende Intrige verübt hatte, um Houdini mundtot zu machen. (Ein angebliches Geständnis von Houdinis Mitarbeiter erwies sich inzwischen als Gerücht.) Margery gelang in der Kiste kein Phänomen außer Walters Stimme, die Houdini verfluchte. Bis auf zwei Mitglieder befand das Komitee, dass man wohl einer Hochstaplerin aufgesessen war, so dass der Preis nicht vergeben wurde. Die Beteiligten zeigten sich überrascht über die eigene Naivität, die nicht zuletzt durch den Charme der jungen Margery geschürt wurde, die großzügige Beurteilung mit Flirten belohnte und zu Kontrollzwecken nur mit einem Kimono bekleidet war. Doyle jedoch behielt genau wie Bird seinen Glauben an Margerys Kräfte.
Die Margery-Affäre war von entscheidender Bedeutung für die öffentliche Meinung über Spiritismus, zu dessen Anhängern viele prominente Politiker zählten. Margery konnte sich dennoch bei den Spiritismusanhängern behaupten. Jahre später fiel Margery mit einem angeblich von „Walter“ stammenden Fingerabdruck in Wachs auf, der in Wirklichkeit zu ihrem höchst lebendigen Zahnarzt gehörte. Historiker vermuten als Motiv für Margerys „Geisterbeschwörungen“, dass die aus einfachen Verhältnissen stammende junge Frau ihrem Mann gefällig sein wollte, der sich als Spiritismusenthusiast seine Gattin als Medium gewünscht hatte.
Das Thema wird in dem Spielfilm Tödliche Magie (2007) aufgegriffen, in dem Catherine Zeta-Jones eine betrügerische Geisterbeschwörerin spielt, die mit Houdini eine Affäre hat. Pikanterweise hatte Houdinis Witwe Bess eine Affäre mit dem Geisterbeschwörer Arthur Ford, dessen „Echtheit“ Bess nicht ganz uneigennützig zeitweise bestätigt hatte.